# コリントの信徒への手紙一
『コリントの信徒への手紙一』（コリントのしんとへのてがみ いち）は『新約聖書』に収められた書簡の一つ。使徒パウロと協力者ソステネからコリントの教会の共同体へと宛てられた手紙である。『コリント人への第一の手紙』ともいわれる。続けて書かれた第二の書簡『コリントの信徒への手紙二』もある。『一コリ』という略称が用いられることもある。

## 背景
この手紙はエフェソスで書かれ、おそらくパウロのエフェソス滞在の三年目の五旬祭を前に書かれたものであると考えられている。このころ、パウロはマケドニアの信徒を訪ね、コリント（コリントス）へもまわろうとしていたと考えられる。しかし、コリントの共同体がもめているという話を知らされたパウロは愕然とした。この話をパウロは、協力者アポロやクロエの家の人々から、またステファナらが直接もたらした書簡によって知ったのだった。当時のローマ帝国には一般市民が利用できる郵便配達システムは存在しなかったため、手紙は旅行者によってもたらされていた。
パウロがこの手紙を書いてコリントの共同体の人々に伝えたかったことは「信仰によって一致してほしい」ということであった。また、この書簡を利用してコリントの人々からの疑問に答えている。この手紙はテトスとその兄弟によってコリントへ運ばれたと考えられる。（『コリントの信徒への手紙二』8:16-18参照）

## 内容
この手紙の内容は以下の四つの部分に分けることができる。
- まず第一の部分は1章～4章でパウロがコリントの共同体で起こっていた深刻な分裂について嘆いている。
- 第二の部分は5章と6章で、パウロがコリントの共同体で起こっているといわれた不道徳な行いについて改めるよう忠告している。
- 第三の部分は7章～14章にわたる箇所で、コリントの信徒からの疑問点にパウロが答えている。この中で「主の晩餐」について触れられていることからパウロ時代の教会生活の一端がうかがえる。また13章にはアガペーについて語る「愛の賛歌」と呼ばれる箇所が含まれている。
- 第四の部分、結びの部分となる15章と16章は死者の復活についてのパウロの考えが記され、最後の挨拶が述べられている。

ともすれば聖人の集まりのようにみなされ、美化されがちな初代教会であっても現実にはさまざまな問題や困難があり、パウロのようなエネルギッシュな人物であっても常に悩みや苦しみがあったことを如実に伝える書簡である。

## 統一性
長い書簡であり、内容も多岐にわたることから、この書簡がいくつかの書簡の集合体ではないかと考える研究者がいるが、具体的な分割案として多くの研究者が合意できるものはない。